# Нижние Шиуши
Ни́жние Ши́уши (чув. Пӗчӗк Шӗвӗш) — деревня в Аликовском муниципальном округе Чувашской Республики. Входила в состав Чувашско-Сорминского сельского поселения до его упразднения в 2022 году.

## Общие сведения о деревне
Расположена на речке Сорма, в 14 км по автодорогам к северо-востоку от села Аликова. На юге в непосредственной близости от деревни находится село Чувашская Сорма.
В настоящее время деревня в основном газифицирована.

## История
В XIX веке — околоток села Преображенское (ныне Чувашская Сорма). Жители — чуваши, до 1866 года государственные крестьяне; занимались земледелием, животноводством, кузнечным и портняжным промыслами. В 1930 образован колхоз «Нижние Шиуши». Сейчас функционирует СХПК «Новый путь».

### Административное подчинение
До 1927 года входила в Селоустьинскую, затем в Чувашско-Сорминскую волость Ядринского уезда Казанской губернии. 1 ноября 1927 года вошло в Шиушский сельсовет Аликовского района. Затем в 1944—59 и 1964—66 годах — в Моргаушском районе, в 1959—62 годах в Аликовском, в 1962—64 годах — в Чебоксарском районе. С 3 октября 1966 года — вновь в Аликовском районе и ненадолго (до начала 1967 года) в Чувашско-Сорминском сельсовете. В 1967—73 годах вновь в Шиушском сельсовете, затем опять в Чувашско-Сорминском.

## Население[3][5]
| 2010 | 2012 |
| ---- | ---- |
| 27   | ↗37  |

- 1859 год — 19 дворов, 135 человек (65 мужчин, 70 женщин)[7].
- 1897 год — 59 человек (31 мужчина, 28 женщин)
- 1906 год — 14 дворов, 79 человек (41 мужчина, 38 женщин)
- 1926 год — 15 дворов, 93 человека (55 мужчин, 38 женщин)
- 1939 год — 70 человек (31 мужчина, 39 женщин)
- 1959 год — 65 человек (28 мужчин, 37 женщин)
- 1970 год — 70 человек (31 мужчина, 39 женщин)
- 1979 год — 70 человек (30 мужчин, 40 женщин)
- 1989 год — 41 человек (15 мужчин, 26 женщин)
- 2002 год — 9 дворов, 31 человек (15 мужчин, 16 женщин), чуваши (100 %)[8].
- 2010 год — 10 частных домохозяйств, 27 человек (15 мужчин, 12 женщин).